# Будуг
Будуг (азерб. Buduq) — село в Губинском районе Азербайджана, расположенном в 64 км к юго-западу от Губы на склоне Бокового хребта Большого Кавказа, в 2 км от реки Гарачай, известен своей уникальной культурой и языком. Место компактного проживания малочисленного будухского народа, относящийся к шахдагской ветви лезгинской подгруппы дагестанской группы кавказской языковой семьи.
По данным начала 1990-х годов, в трех селах, подчинявшихся Будугскому сельсовету, — Будуг, Ялавандж и Дагусту жило 780 будухов.
В селе действует одна средняя школа, здание муниципалитета и древняя мечеть.

## История
Первое упоминание села Будуг относится к рубежу XVI и XVII веков в документе о его передаче в качестве лена Улуг Ага бею и Неймат бею. В 1607 года шах Аббас I возложил управление Будугом на Мелика Ади, представители рода которого управляли селом вплоть до середины XIX века. В административно—территориальном отношении Будуг вначале был уездным центром, затем центром участка, магала, «общества» Губинской области. С XVIII века до 30-х годов XIX века Будуг считался одним из десяти магалов Губинской губернии. В произведении Аббасгулу ага Бакиханова «Гюлистани-Ирам», отмечается, что Будуг был магалом в составе Губинского ханства.  В состав этих территориальных единиц в разное время входило от 6 до 34 сел с различным этническим составом жителей.
Сведений о политических событиях, связанных с будугами, немного. Среди них борьба будугских «беглецов» шаха Надира, бегство в Будуг в 1796 году губинского хана Шейхали и его переезд в Мискиндже.

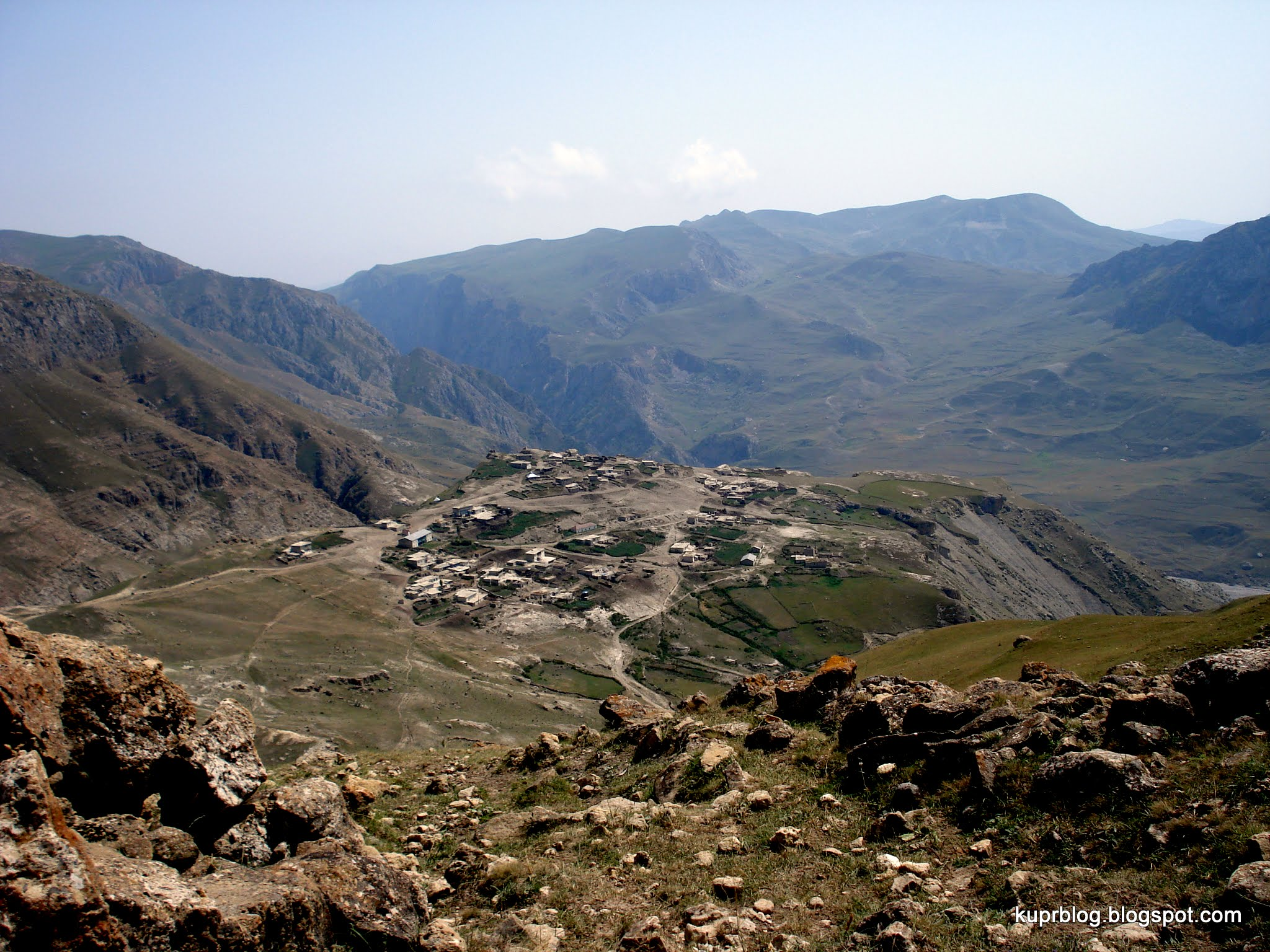
Будуг селение, на фоне каньона реки Карачай

## Динамика численности населения
В течение XIX в. численность населения Будуга колебалась от 2300 до 3500 человек. По официальным статистическим данным 1839 года, в селе Будуг имелись 286 хозяйств с 1095 душами мужского населения, в 1863 года — 329 хозяйств с 2155 душами, а в 1870 года — 393 хозяйства с 2411 душами населения обоего пола.

Издавна будухам приходилось покидать родное село из-за недостатка пахотных земель и селиться на окружающих территориях. В районах Мушкур, Шабран и др. будугскими переселенцами заложены новые поселки типа «оба», или «гышлаг» — Велиоба, Гаджиоба, Шерифоба, Азизоба, Гарадаг-лыоба, Гаджиханоба, Гырхлароба, Рамазангышлагы, Сухтекелегышлагы, Чиловгышлагы, Гаджиалибей, Агьязы-Будуг, Дигях-Будуг, Далигая, Пирусту, Ага-лыг, Ялавандж и др. Все эти отселки Будуга, находящиеся в окружении азербайджанских селений, со временем утратили прежний этнический облик.

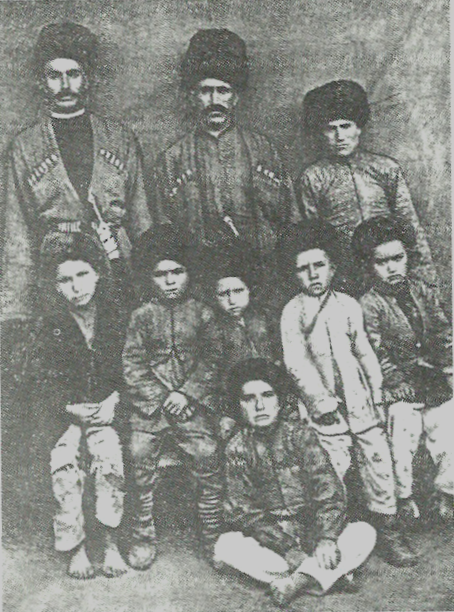
Жители селения Будуг. Конец XIX века

Плохое состояние инфраструктуры и дорожного хозяйства, вынуждает многих местных жителей покидать свои постоянные места обитания в города и соседние села. В 50-х годах в селе Будуг было свыше 500 домов. Сейчас — только 50.

## Экономика
Основным занятием в селе является сельское хозяйство. Помимо традиционных для будухов скотоводства, земледелия, ткачества, занимаются также зерноводством, птицеводством и кустарными промыслами. Есть данные, что в XIX веке Будуг служил важным центром таких ремесел, как изготовление карманных компасов, клинков и ножен для кинжалов, прикладов для ружей, здесь существовали конезавод и мастерская по изготовлению орудий труда.